# Explanada de la Estación
Explanada de la Estación (154) es uno de los barrios en los que se divide administrativamente la ciudad de Málaga, España que pertenece al distrito Cruz de Humilladero. Geográficamente se encuentra situado en un terreno llano, dentro de la vega baja del Guadalhorce, en la parte más oriental del distrito, limítrofe con el barrio de El Perchel (al que muchos consideran que pertenece), en el distrito Centro, del que formaba parte según la antigua división administrativa del ayuntamiento. El barrio toma el nombre de su eje principal, la Explanada de la Estación, que vertebra el resto de calles y edificios. La estación de Málaga-María Zambrano y el C.C. Vialia si bien según el ayuntamiento forman parte del "sector especial" de R.E.N.F.E. (142) son considerados comúnmente como partes de Explanada de la Estación. Según la delimitación oficial del ayuntamiento, limita al norte con el barrio de La Aurora; al este con El Perchel, concretamente con El Perchel Sur; al sur con Parque Ayala; y al oeste con R.E.N.F.E. 
La Explanada de la Estación ha sido históricamente una parte más de la denominación más amplia de El Perchel. La situación cambia tras la construcción de la Estación de Andaluces de Málaga en el año 1862, y la zona comienza a ser conocida como la "explanada de la Estación", por tratarse de una gran explanada enfrente de la estación de trenes. Con el desarrollismo de los años 1970, comienza la sustitución de las pequeñas casas mata particulares por los grandes bloques de viviendas. Arquitectónicamente, destaca el Hotel Las Américas, edificio de planta semicircular y que es uno de los más reconocibles de calle Cuarteles. 
Explanada de la Estación cuenta con una superficie de 0,05 km² y según datos del ayuntamiento de Málaga, cuenta con una población aproximada a los 1337 habitantes. Explanada de la Estación está comunicado al resto de la ciudad mediante la red de autobuses urbanos de la EMT Málaga y mediante el metro de Málaga con la estación de «El Perchel», la cual cuenta con una boca de acceso en los límites administrativos del barrio.

## Etimología
El barrio toma su nombre de la vía principal, la Explanada de la Estación, que a su vez se denomina de esta manera por ser en sus orígenes, como su propio nombre indica, una gran explanada situada enfrente de la recién construida estación de trenes de Málaga. En la actualidad la Explanada de la Estación es una importante avenida que sirve como enlace entre el Puerto de Málaga y la Avenida de Andalucía. 

## Historia
Las obras en Explanada de la Estación de metro de Málaga, han sacado a la luz restos arqueológicos de lo que se considera un complejo alfarero del siglo XII. Las primeras edificaciones comienzan cuando se construye en el barrio la antigua estación de Málaga. Durante los años 1960 comienza la sustitución de las pequeñas casas mata por grandes bloques de viviendas y torres. 
El Plan Litoral de Málaga prevé una gran actuación en la Explanada de la Estación, reurbanizando toda la fachada frente al Vialia.

## Ubicación geográfica
Explanada de la Estación se encuentra situado geográficamente en la vega baja del Guadalhorce en un terreno completamente llano. Está en la parte suroriental del distrito de Cruz de Humilladero, limitando con el barrio de El Perchel, en el distrito Centro y con Parque Ayala, en el distrito Carretera de Cádiz. De hecho, la antigua división administrativa de la ciudad, al igual que otros barrios como La Aurora, situaba a Explanada de la Estación en el distrito Centro y no en el de Cruz de Humilladero. Delimita con los barrios de El Perchel, La Aurora, Parque Ayala y R.E.N.F.E.
| Noroeste: La Aurora    | Norte: La Aurora               | Nordeste: El Perchel |
| Oeste: R.E.N.F.E.      |                                | Este: El Perchel     |
| Suroeste: Parque Ayala | Sur: Parque Ayala y El Perchel | Sureste: R.E.N.F.E.  |

### Límites
Explanada de la Estación está delimitada al norte por el Paseo de los Tilos y la calle Callejones del Perchel, al oeste por calle Eslava, al sur por calle Cuarteles y calle Mendívil; y al este por calle Roger de Flor. 

## Demografía
El barrio contaba en 2020 con una población total de 1337 habitantes.

## Urbanismo

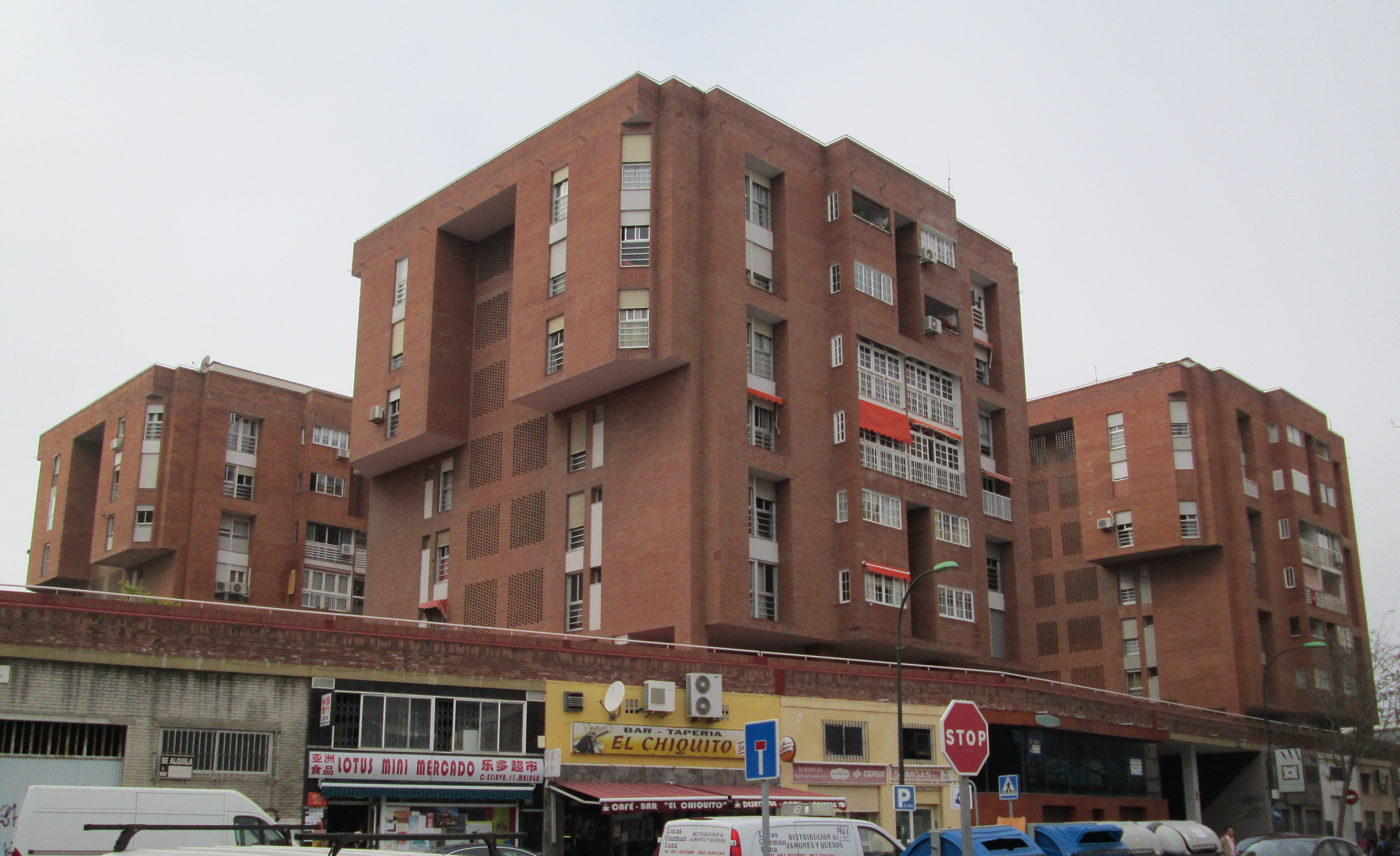
Un edificio del barrio, construido en 1979.

El urbanismo de todo el barrio está marcada por su calle principal y de la que recibe su nombre: la Explanada de la Estación, y por ende su prolongación de la Avenida de las Américas. En torno a esta se sitúan los edificios principales  y puntos de interés como son la estación de trenes María Zambrano. En el carril peatonal central de la misma, se sitúan algunos puestos de venta ambulante. La mayor parte de edificios que componen el barrio fueron levantados en los años 1970 y 1980, si bien algunos son posteriores. Destacan las torres situadas en la misma explanada y el Hotel las Américas, en la esquina con Cuarteles. Históricamente, la zona de la Explanada de la Estación se componía de pequeñas casas mata. 

## Callejero

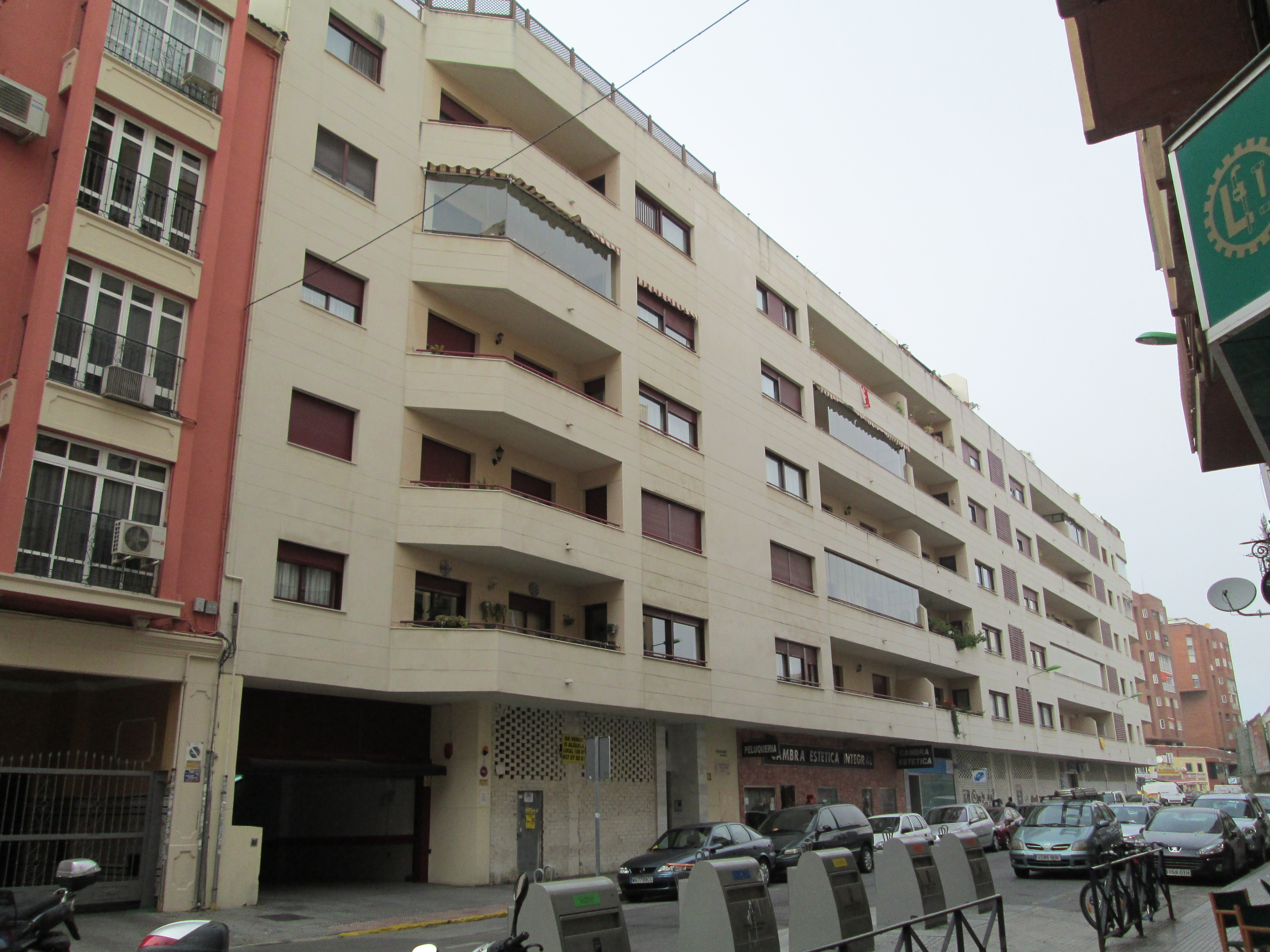
Vista de calle Eslava.

A diferencia de otros barrios y barriadas de Málaga, el callejero de Explanada de la Estación no sigue ninguna temática, su vía principal y prácticamente la única es la Explanada de la Estación y su continuación la Avenida de las Américas, las cuales discurre en sentido norte - sur y soportan una gran cantidad de tráfico, especialmente en hora punta. Otras calles importantes son calle Cuartales, que delimita el barrio por el sur; y calle Callejones del Perchel, que lo delimita por el norte. Las calles, avenidas y demás vías urbanas del barrio son:
- Avenida de las Américas
- Calle Callejones del Perchel
- Calle Cuarteles
- Calle Eslava
- Calle Explanada de la Estación
- Calle Jovellanos
- Calle Mendívil
- Pasaje Mendívil
- Calle Roger de Flor
- Paseo de los Tilos

## Lugares de interés

### Monumento a los Gálvez
El Monumento a los Gálvez se compone de un grupo escultórico realizado por el malagueño Jaime Pimentel. La obra está compuesta de cuatro figuras de los hermanos José, Miguel y Matías de Gálvez y su hijo, Bernardo de Gálvez. Recoge el momento en el que José de Gálvez entrega a su sobrino Bernardo de Gálvez, entonces virrey de México, la declaración de independencia de los futuros Estados Unidos de América.

## Infraestructura

### Centros educativos
Enseñanza primaria:
Ningún centro educativo de enseñanza primaria se encuentra situado en los límites del barrio, los más cercanos son:
- CEIP "Cristo de Mena"

Enseñanza secundaria:
Ningún centro educativo de enseñanza secundaria se encuentra situado en los límites del barrio, los más cercanos son:
- IES "Christine Picasso"

### Centros de salud
Ningún centro de salud se encuentra situado en los límites del barrio, el más cercano es:
- Centro de Salud: "Alameda Perchel"

## Transporte

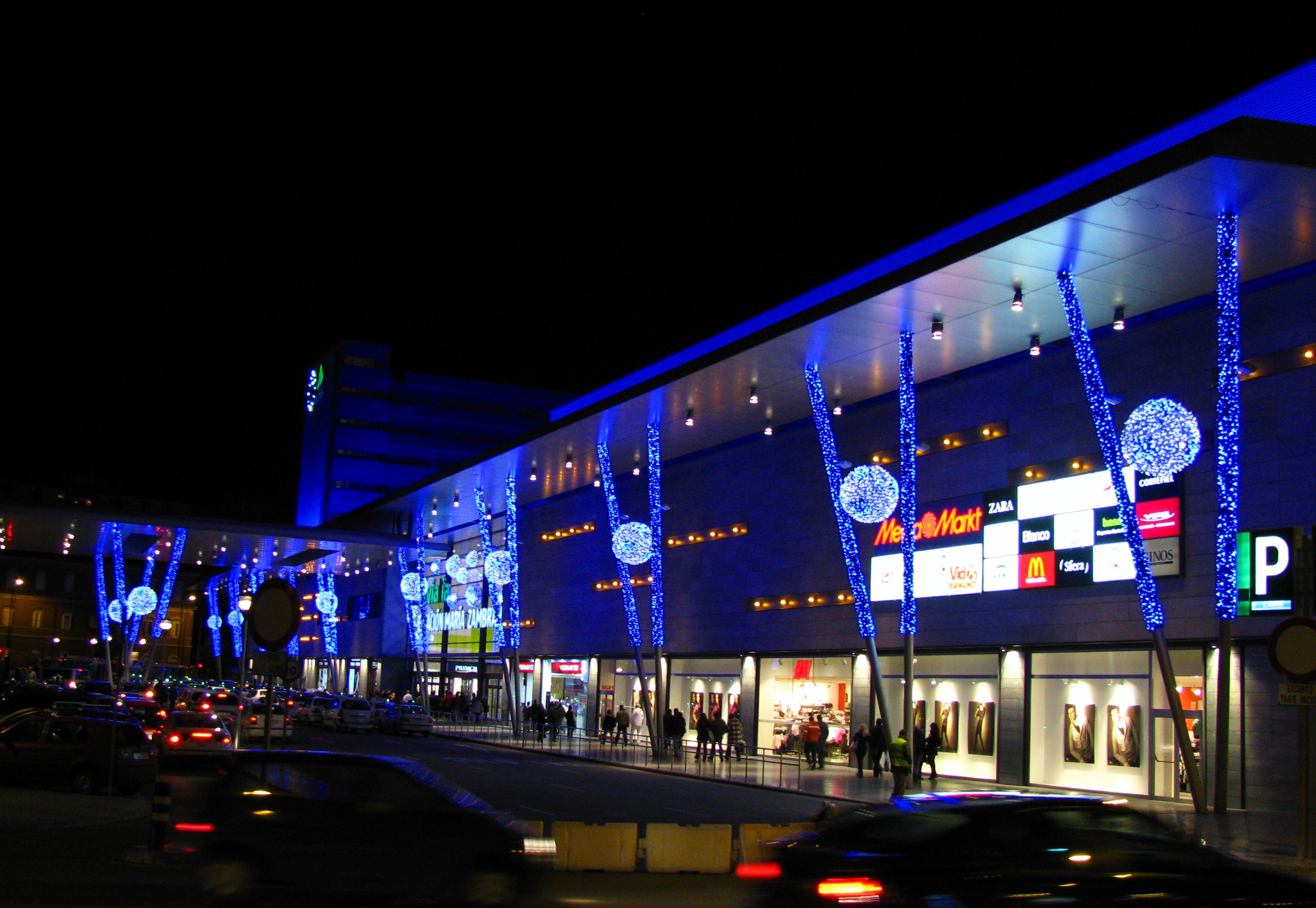
Alumbrado de Navidad en el Vialia.

Este barrio está sufriendo una importante transformación con la construcción de la estación subterránea del Metro de Málaga. La estación se ubicará bajo la Calle Mendívil y la plaza de la Solidaridad, colindantes con esta zona. 

### Autobús urbano
En autobús queda conectado mediante las siguientes líneas de la EMT: 
| Línea | Trayecto                                             | Recorrido | Frecuencia    |
| ----- | ---------------------------------------------------- | --------- | ------------- |
| C1    | Circular 1                                           | Recorrido | 12 minutos    |
| C2    | Circular 2                                           | Recorrido | 11-12 minutos |
| 1     | Parque del Sur - Avda. Europa (San Andrés)           | Recorrido | 8-9 minutos   |
| 3     | Puerta Blanca - El Palo (C. Olías)                   | Recorrido | 8 minutos     |
| 4     | Paseo del Parque - Cortijo Alto (Ciudad de Justicia) | Recorrido | 11-12 minutos |
| 10    | Alameda Principal - Churriana                        | Recorrido | 25-30 minutos |
| 7     | Parque Litoral - Miraflores                          | Recorrido | 12-13 minutos |
| A     | Paseo del Parque - Aeropuerto                        | Recorrido | 30-35 minutos |
| 20    | Alegría de la Huerta - Los Prados                    | Recorrido | 15 minutos    |
| 27    | Avenida M. A. Heredia - Polígono I. Guadalhorce      | Recorrido | 70-80 minutos |
| N1    | Puerta Blanca - El Palo                              | Recorrido | 25 minutos    |

### Metro de Málaga
En metro de Málaga queda conectado al resto de la red mediante la estación de El Perchel, la cual cuenta con una boca de acceso en el barrio y que da servicio a las líneas:
| Línea | Cabeceras               | Cabeceras      | Plano |
| ----- | ----------------------- | -------------- | ----- |
|       | Andalucía Tech          | Atarazanas     | Plano |
|       | Palacio de los Deportes | Hospital Civil | Plano |